# Rik Bollion
Rik Bollion (Nieuwpoort, 1925-1997) (eigenl. Michel Bollion) was een Belgisch kunstschilder, tekenaar en keramist.
Rik Bollion groeide op in Nieuwpoort. Hij volgde er de Rijksmiddelbare jongensschool en kreeg in avondlessen kunstonderricht van Emile Ollevier aan de Nieuwpoortse tekenschool.
Van beroep werd hij technisch tekenaar.  In de lokale steenbakkerij werkte hij als decorateur van ceramische voorwerpen (asbakken, schotels, siervazen, siertegels, tegeltableaus, kleine figuratieve bas-reliëfs).
In zijn geschilderde en getekende oeuvre is de Nieuwpoortse haven prominent aanwezig, naast een aantal portretten.
In 1946 ontwierp hij een postzegel van 3,50 fr., voor Belgisch-Congo met daarop de voorstelling van een sculptuur van een knielende maskerfiguur.
Voor een Lourdesgrot bij het bos van Houthulst ontwierp hij de keramieke bas-reliëfs voor de kapelletjes van de ommegang rond de grot.
In 2010 organiseerde de Stedelijke Bibliotheek Nieuwpoort een kleine tentoonstelling.